# Ресиловски манастир
Ресиловският манастир "Покров на Пресвета Богородица“ е български православен манастир, част от  архиерейско наместничество Дупница на Софийска епархия на Българска православна църква. Разположен е в близост до село Ресилово, община Сапарева баня.

## Местоположение
Манастирът е разположен в подножието на Северозападна Рила, на около 1,5 километра югоизточно над селото.

## История
Историята на светата обител започва от началото на XX век, когато тук се заселва подвижницата Елена от Варна, известна със строгия си отшелнически живот. Към нея се присъединили шест послушнички. Постройката, в която са живели, вече не съществува – запазени са само основите.
Изграждането на храма „Покров на Пресвета Богородица“ започва през 1932 година. Мястото на строежа било показано от самата Пресвета Богородица.
Сестрите от манастира събирали средства и помощи за строежа. Доброволни пожертвования давали боголюбиви хора не само от Дупнишка духовна околия, но и от Русе, София, Казанлък, Самоков.
Значителна сума дарил и Негово величество Цар Борис III. С Божието благословение и съвместни човешки усилия храмът е завършен и на 21 септември 1940 година тържествено е осветен от Негово Преосвещенство Знеполския епископ Флавиан. Преди това през 1939 година Той постригва в монашески равноангелски образ три от послучничките Пелагия, която става игумения, Клавдия и Серафима, а по-късно към тях се присъединява и монахинята Ксения, пожертвала много лични средства за съграждането на светата обител.
През времето на комунизма манастирът преживява изключително тежки години, като монахините са принудени да живеят в нищета.
През 1994 година в манастира започва ново строителство, ремонт и реконструкция на съществуващите сгради. Съградени са два нови параклиса „Свети Дух“ и „Свети Архангел Михаил“.
Светини за манастира са изложените за поклонение частици от мощите на Света Екатерина, Свети Пантелеймон, Света Варвара, Свети Харалампий и Света Ксения.
Донесените от Зографския манастир икони на Божията майка, които се пазят в манастира, и до днес с Божията благодат извършват чудеса за пристъпващите с вяра към тях.
На 20-ти октомври 2013 година е извършено пълното освещаване на ремонтирания съборен храм „Покров Богородичен“. С благословението на Българския патриарх и Софийски митрополит Неофит освещаването е извършено от Ловчански митрополит Гавриил, Адрианополски епископ Евлогий, игумен на Рилския манастир, Знеполски епископ Йоан, софийски викарий, и архимандрит Поликарп, духовен надзорник на Видинска епархия.

## Храмов празник
Храмовият празник е на 1 октомври – Покров Богородичен.